# Ladotyri Mytilinis

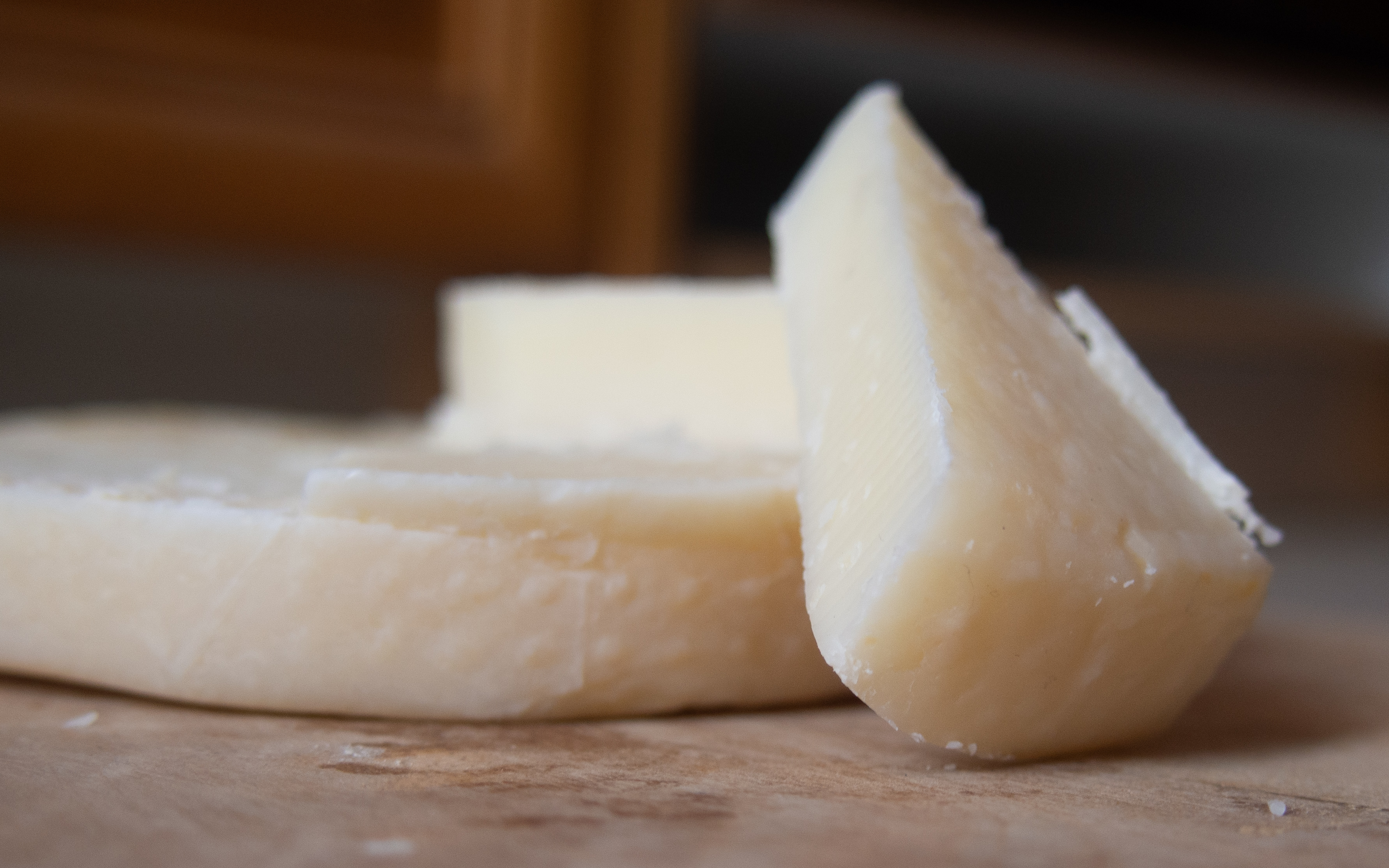
Ladotyri

Ladotyri Mytilinis (Λαδοτύρι Μυτιλήνης en griego) es un queso griego con denominación de origen protegida a europeo desde 1996. El ladotyri mytilinis se produce en la isla de Lesbos. A veces aparece como kefalaki (cabecita).
Es un queso tradicional, que se elabora de manera bastante artesana, prensándolo a mano y dejándolo curar en moldes especiales durante, al menos, tres meses. Después de dejarlo madurar, se almacena en aceite de oliva o en parafina. Esta es su característica especial, y por lo que se le llama ladotyri (queso de aceite).
Es un queso elaborado tradicionalmente con leche de cabra o una mezcla con leche de oveja, sin que esta última pueda ser más del 30%. La textura es dura. El color es blanquecino, ligeramente amarillento. El aroma que desprende es agradable. En cuanto a su sabor, es fuerte y salado. Se toma como queso de mesa.